# Грос-Энцерсдорф
Гросс-Энцерсдорф (нем. Groß-Enzersdorf), также Гросэнцерсдорф — город в Австрии, в федеральной земле Нижняя Австрия.
Входит в состав округа Гензерндорф. Население составляет 8711 человек (на 31 декабря 2005 года). Занимает площадь 83,91 км².

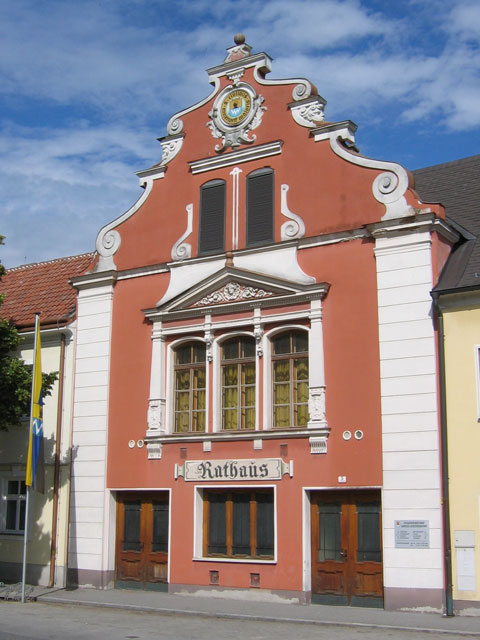
Ратуша

## Политическая ситуация
Бургомистр коммуны — Томзик (СДПА) по результатам выборов 2005 года.
Совет представителей коммуны (нем. Gemeinderat) состоит из 33 мест.
- СДПА занимает 18 мест.
- АНП занимает 11 мест.
- Зелёные занимают 3 места.
- АПС занимает 1 место.